# Ciriaco de Iturri
Ciriaco de Iturri y Urlezaga  (en eusquera: Ziriako Iturri; Vizcaya, c. 1844 - post. 14 de julio de 1894), fue un histórico político nacionalista vasco del PNV. Anteriormente había sido capitán del ejército carlista.
Cuando Sabino Arana el 14 de julio de 1894 funda la sociedad "Euskeldun Batzokija", en la calle Correo, 22 de Bilbao, iniciándose así la organización del Partido Nacionalista Vasco, en la ceremonia de apertura del centro, Ciriaco de Iturri, por ser el socio de más edad, iza a las seis de la tarde por primera vez la actual bandera oficial vasca, la "Ikurriña". 
La ikurriña, diseñada por los hermanos Arana, fue pensada en un principio para que fuera la bandera de la Vizcaya independiente, luego, dada su difusión, se asoció con toda la región.
Dicha sociedad fue clausurada por orden gubernativa y sus miembros encarcelados poco después, resultando posteriormente absueltos. La sociedad volvió a reabrirse, pero tras un nuevo cierre fue disuelta, aunque posteriormente su estructura se repetiría en la organización municipal del partido.